# Lejeunea aquatica
Lejeunea aquatica là một loài Rêu trong họ Lejeuneaceae. Loài này được Horik. mô tả khoa học đầu tiên năm 1930.